# Октябрьская улица (Салават)
Октябрьская улица (башк. Октябрь урамы) — улица в городе Салавате, расположена в новой части города.

## История
Застройка Октябрьской улицы началась в 1968 году и продолжается по настоящее время. Улица застроена 5-9 этажными зданиями.
Около д. 35 (Медсервис) в 2009 году бывшим президентом республики Башкортостан Рахимовым Муртазой посажена дерево — Туя западная вечнозеленая.

## Трасса
Октябрьская улица находится в центре города. Улица начинается от Уфимской улицы, заканчивается на улице Губкина, 
пересекает улицы Ленина, Островского, Ключевую.

## Транспорт

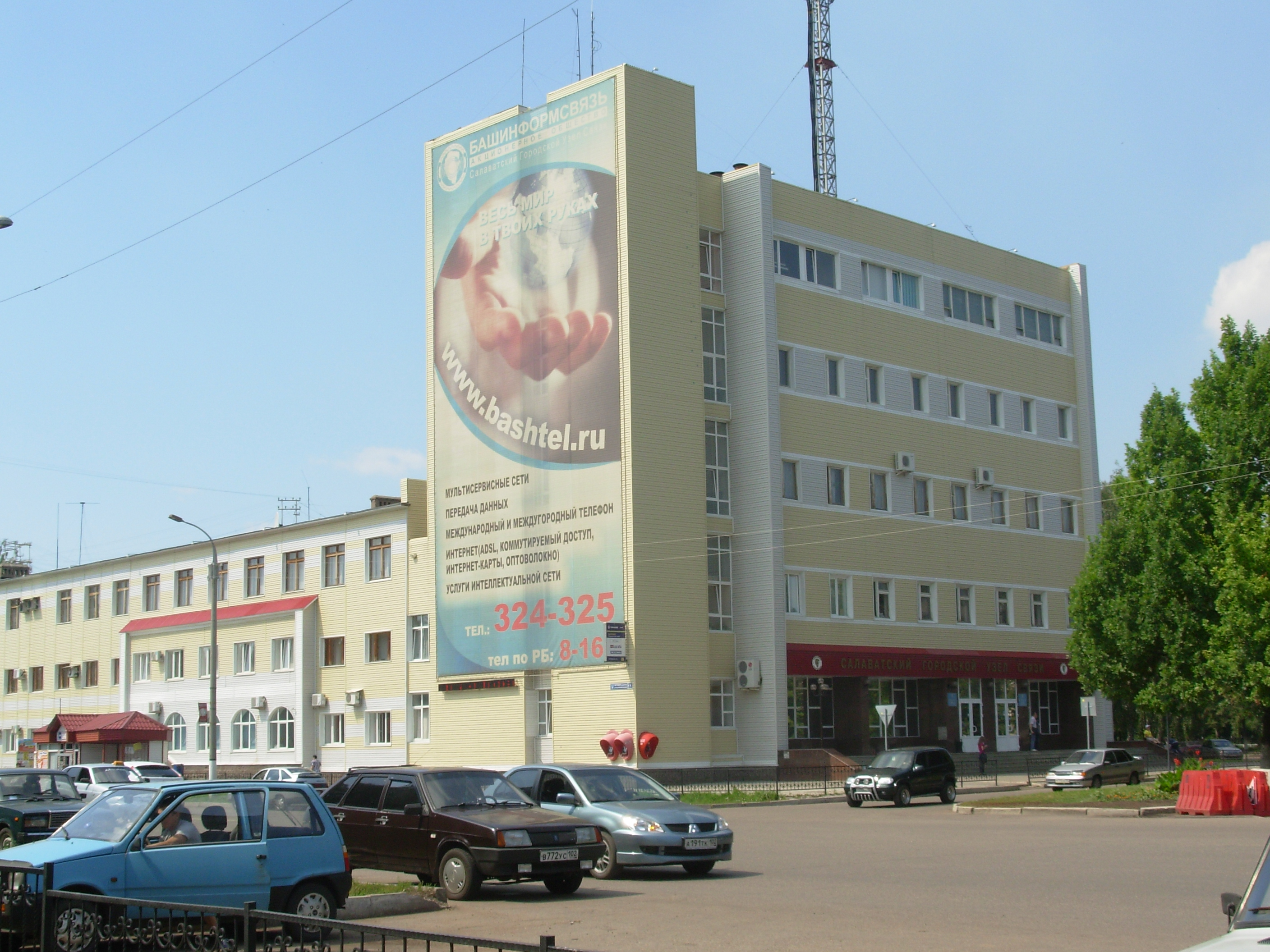
Центральный телеграф Салавата

По Октябрьской улице ходит общественный транспорт - автобусы СПАТП (№31, 33) и частные маршрутные такси "Газель" (№41, 43, 8).

## Здания и сооружения
На улице Октябрьская расположен новый спортивный комплекс Салават с искусственным льдом. Рядом с комплексом строятся спортивные сооружения.
Также на Октябрьской улице расположены:
- лицей №10
- центр занятости населения
- городской узел связи
- медицинский центр Медсервис[5] [6]